# Rue des Arts (Lille)
Pour les articles homonymes, voir rue des Arts et Couvent des Récollets.
La rue des Arts est une voie de Lille. 

## Situation et accès
Cette voie des quartiers Vieux-Lille et Lille-Centre relie la place des Patiniers aux rues Anatole-France, de la Quenette et de Roubaix.

## Historique
Au XIe siècle, la rue fait partie des rues où habitent les bourgeois de la ville. Elle ferait partie du forum de l'acte de fondation de la collégiale Saint-Pierre, qu'elle délimite.
La rue « est ouverte à l'issue du Ier agrandissement de 1145 et prend le nom de rue des Foulons ». Elle s'appelle rue des Récollets à partir du XVIIe siècle, puis rue des Arts après la Révolution française.

## Bâtiments remarquables et lieux de mémoire

### Couvent des Récollets

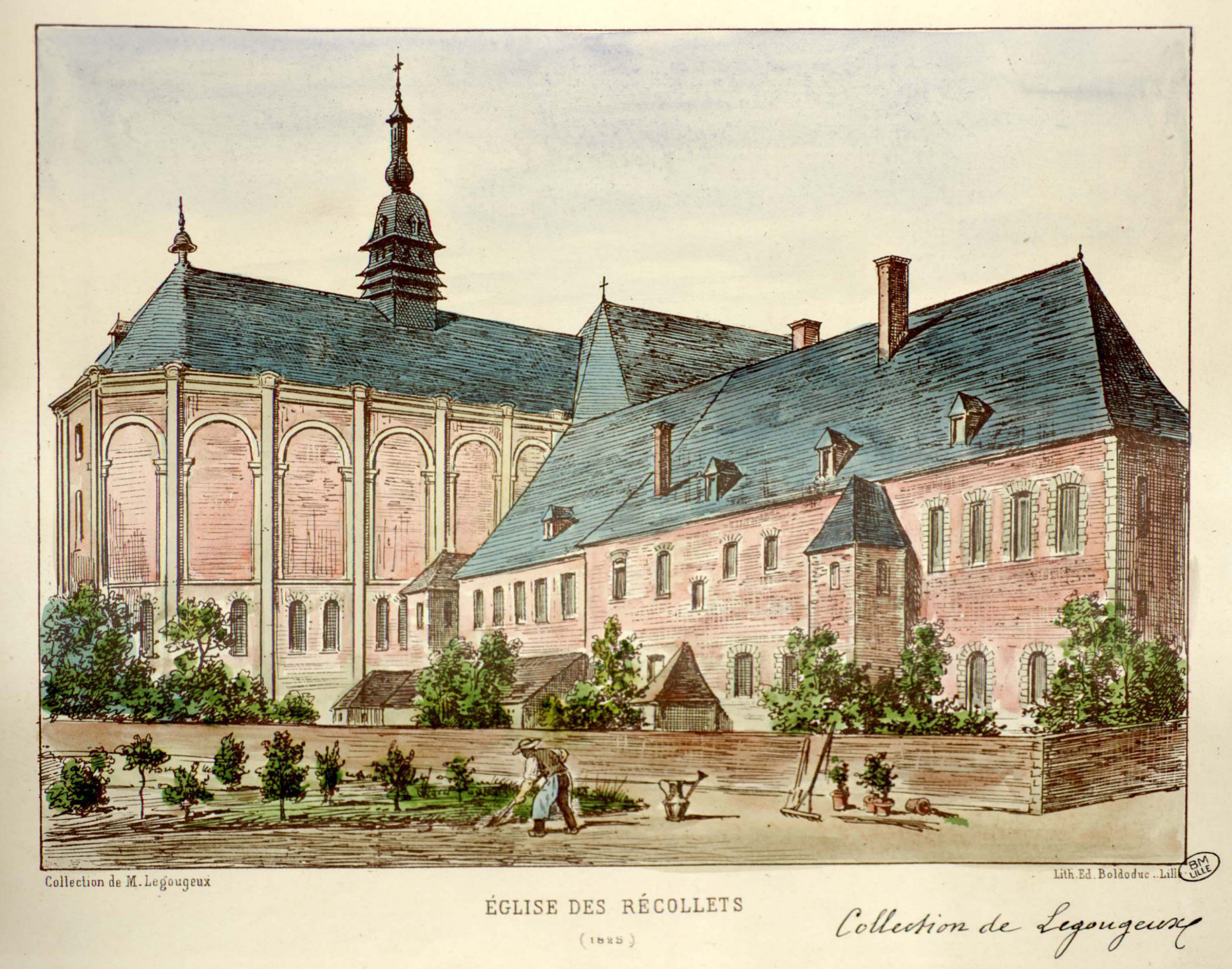
Église du couvent des Récollets de Lille, 1893, lithographie d'Édouard Boldoduc.

Quelques années après la mort de François d’Assise (1226), les premiers Franciscains arrivent à Lille. « La comtesse Marguerite de Flandre leur donna quelques terres et une demeure dans la rue des Foulons » : un couvent de l'ordre des frères mineurs est établi dans cette rue en 1249.
« Vers l'an 1610 (…) l'ordre (…) envoya des Récollets pour prendre possession du couvent de Lille et chasser peu à peu les frères mineurs qu'on appelait alors Observatins. La rue devint la rue des Récollets. Ces nouveaux religieux s'occupèrent d'abord du soin de bâtir une église plus belle (…) elle ne fut achevée qu'en 1642 ». La rue des Récollets fut nivelée en 1689. « De toutes les communautés de la ville, celle des Récollets fut l'une des plus nombreuses : on y compte près de 90 religieux ».
Le couvent vivait de ses privilèges, assis notamment sur la captation de revenus de biens fonciers agricoles (la mense) et sur l'impôt religieux payé par la population (la dîme), mis en cause le 4 août 1789 et supprimés par lettres-patentes du 3 novembre 1789. Sur proposition de l'évêque d'Autun, l'Assemblée constituante, par décret du 2 novembre 1789, met les biens du clergé, dont les biens des congrégations telles que celle des Récollets, à la disposition de la Nation, pour être vendus et résorber une partie de la dette publique accumulée sous l'Ancien Régime. C'est pourquoi le couvent et sa chapelle servirent de dépôt-bibliothèque aux œuvres spoliées durant la Révolution française.
La rue est renommée rue des Arts en 1793.
Le botaniste Jean-Baptiste Lestiboudois transfère son jardin des plantes dans le jardin des Récollets en 1794. Son petit-fils Gaspard Thémistocle Lestiboudois l'utilise toujours pour son cours public de botanique en 1850 et en 1857.
Le couvent et sa chapelle sont détruits lors de la construction du lycée de Lille entre 1848 et 1852. Subsiste aujourd'hui le jardin du couvent des Récollets, situé à l'angle de la rue des Arts et du boulevard Carnot.

### Les écoles

#### Écoles académiques (1755-1939)
Les écoles académiques de Lille, créées en 1755 par le magistrat de Lille sur proposition de l'architecte Thomas-Joseph Gombert, héritières de l'école publique gratuite de dessin ouverte en 1753 et de l'école d'architecture créée en 1758 rue des Récollets, sont supprimées entre 1791 et 1795. En 1796, elles sont associées à l'École centrale de Lille, rue des Arts. Elles offrent des cours publics dans les domaines des beaux-arts et des arts appliqués.
Dans les domaines des beaux-arts, elles assurent des cours d'arts plastiques, dessin et architecture, bénéficiant du musée des beaux-arts dans les mêmes locaux de la rue des Arts. Un annuaire administratif de 1835 indique, au titre des écoles académiques de Lille et des chaires municipales, des cours de dessin ombré, modelé, géométrie appliquée aux arts et à la mécanique, dessin linéaire, architecture, botanique, physique, chimie appliquée aux arts et aux manufactures. Elles sont héritières des cours de dessin ouverts en 1753, avec Louis Joseph Watteau comme professeur de dessin dès 1755, des cours d'architecture établis en 1758 et d'un cours de mathématiques en 1763. « L'instruction du cours de peinture ne remonte pas au-delà de 1838. ». Les écoles académiques de Lille forment plusieurs générations de peintres, sculpteurs et d'architectes lillois des XVIIIe et XIXe siècles. Les lauréats des écoles académiques de Lille sont médaillés en dessin, peinture, plastique, anatomie, architecture, géométrie descriptive, mécanique appliquée, dessin géométrique et perspective linéaire. Certains obtiennent le prix de Rome et ont grande notoriété. Les écoles académiques sont ultérieurement déplacées place du Concert,.
Dans les domaines des sciences et des arts appliqués à l'industrie, elles offrent des cours publics de mathématiques et dessin dès 1763, mécanique et physique à partir de 1817, chimie en 1824, assurés par les professeurs des chaires municipales de Lille. « Les cours de dessin linéaire et de géométrie appliquée aux arts datent de 1830. ».
À partir de 1858 est établi un cours de chauffeurs mécaniciens de machines à vapeur. Tous ces cours professionnels, tenus rue des Arts et rue du Lombard, conduiront notamment en 1854 à l'établissement de l'École des arts industriels et des mines et de la faculté des sciences de Lille.
En 1862, 550 élèves suivent les cours gratuits des écoles académiques de Lille.

#### École centrale de Lille (1796-1803)
La décision du Conseil des Cinq-Cents le 4 prairial an IV, après le rapport de Noël-Gabriel-Luce Villar, et la loi du 8 prairial an IV instituent l'école centrale, du département du Nord à Lille,, ouverte en décembre 1796 dans les locaux de l'ancien couvent des Récollets de Lille, rue des Arts, où pour la première fois l'enseignement des sciences exactes et appliquées, est systématisé. Le programme d'enseignement inclut les sciences expérimentales, dont la physique et la chimie,, l'histoire naturelle, la botanique et la minéralogie, ainsi que le dessin et la géométrie descriptive, les mathématiques, les langues vivantes, la grammaire, les belles lettres, la rhétorique, l'histoire et la législation.
L'établissement de la liberté pour tous d'exercer une activité professionnelle sans contraintes est consécutive à l'abolition des privilèges en août 1789 puis à l'abolition des corporations de métiers par le décret d'Allarde et la Loi Le Chapelier en 1791 qui garantit la liberté d'entreprise et d'établissement, sur les principes de la Déclaration des droits de l'homme et du citoyen de 1789 ; c'est pourquoi, à l'École centrale de Lille, « la plupart des auditeurs (…) recherchent des conseils professionnels plutôt que des contenus généraux. Cet intérêt pour l'aspect pratique et expérimental des enseignements se manifeste aussi dans les « cours publics », ouverts à la population une fois par mois. Ces cours sont très fréquentés, et constituent, en quelque sorte, la vitrine scientifique de l'école centrale. (…) Le relatif succès des cours de physique et chimie expérimentales, est ainsi assuré davantage par les amateurs ou les curieux, que par les élèves inscrits. ». L'évolution de l'enseignement lillois, passant de la transmission artisanale via l'apprentissage et les corporations de métiers à une formation plus abstraite et technique requise par la révolution industrielle, répond aux mutations de l'organisation du travail et aux besoins en main d'œuvre qualifiée des entrepreneurs, qui développent leurs usines via la mécanisation et appliquent des améliorations des procédés chimiques dans les manufactures textiles.
Parmi les professeurs de l'École centrale,, notons Jean-Baptiste Lestiboudois, François Watteau, Nicolas-Joseph Saladin et Duriez.
À partir de 1803, la dénomination École centrale est temporairement supprimée et l'enseignement est rénové au travers de chaires municipales, rue des Arts et rue du Lombard.

#### Chaires municipales de Lille (1803-1854)
En 1803, l'enseignement lilloisdispensé rue des Arts est transformé en chaires municipales, qui vont permettre l'établissement de cours publics et gratuits. Dans une démarche précoce d'application des sciences aux arts industriels, avec le soutien de la Société des sciences, de l'agriculture et des arts de Lille et la chambre de commerce de Lille, les chaires lilloises contribuent à sensibiliser les acteurs de l'industrie et promouvoir les nouveaux procédés.
De 1805 à 1836, Charles Delezenne est titulaire de la chaire municipale de mathématiques, professeur au collège de Lille. De 1817 à 1848, il assure aussi un cours du soir de physique et mécanique, associé aux écoles académiques de Lille, supporté par une chaire municipale de physique. En 1823, il suscite la création d'une chaire de chimie tenue par Frédéric Kuhlmann. De 1824 à 1854, Frédéric Kuhlmann membre de la chambre de commerce, titulaire de la chaire municipale de chimie, professeur au collège de Lille et aux écoles académiques de Lille, assure un cours du soir de « chimie appliquée aux arts et aux manufactures » ; « Kuhlmann occupa la chaire proposée par Delezenne à Lille et commença à donner ses cours devant un auditoire composé de nombreux industriels et de jeunes scientifiques dès juin 1824. Il avait alors 21 ans; son cours fut un succès et l'on compta jusqu'à 300 auditeurs ». Comparés aux cours de physique, chimie et botanique dispensés à Lille depuis 1753 et systématisés à l'École centrale de Lille dès 1796, la nouveauté des cours de Charles Delezenne à partir de 1817 et de Frédéric Kuhlmann à partir de 1824 est leur caractère de sciences appliquées aux arts et manufactures, permettant leur application pratique à l'industrie manufacturière mécanique, textile, teintures et apprêts, distilleries. Frédéric Kuhlmann est assisté par Louis Blanquart-Evrard à partir de 1826 puis par Théophile-Jules Pelouze à partir de 1830 et Benjamin Corenwinder en 1844. Une nouvelle chaire de physique expérimentale est aussi créée en 1852, tenue par Claude Auguste Lamy.
Un guide de Lille de 1850 fait l'apologie des cours publics soutenus par la société des sciences de Lille : « Il faut savoir que nos cours publics et gratuits de chimie, de physique, de zoologie, de dessin, de géométrie, de mécanique, ainsi que le musée d'histoire naturelle, le conseil central de salubrité, etc, sont des institutions qui toutes vivent et progressent sous l'aile maternelle de cette société ».
Les chaires municipales de Lille, assurant des conférences publiques à des auditeurs libres, sont les futures bases de la faculté des sciences établie en 1854 dans les mêmes locaux, rue des Arts, et, pour les sciences appliquées, de l'École des arts industriels et des mines, établie rue du Lombard en 1854 et dont l'héritière est l'École centrale de Lille.

#### Collège de Lille (1803-1848)
Le collège de Lille,, établissement municipal installé dans le bâtiment de l'école centrale, rue des Arts, est renommé « école secondaire », à la suite de la visite du Premier Consul Napoléon Bonaparte à Lille du 6 au 8 juillet 1803. Le décret du 20 août 1813 devait ériger le collège en lycée, mais la débâcle napoléonienne empêche son application.
« En 1844, le collège avait le personnel suivant : un principal, un aumônier, six professeurs pour les sciences, onze pour les lettres et quatre pour les points accessoires ; il comprend 52 internes et 180 externes. » L'établissement est « collège royal » en 1845. Selon l'ordonnance du 12 juin 1845, « le collège communal de Lille (Nord) est déclaré collège royal et jouira de tous les avantages attribués aux établissements de cet ordre. Le collège royal de Lille sera provisoirement organisé en collège royal de troisième classe, et placé dans les bâtiments militaires de l'ancien collège dit de la place aux Bleuets, que le département de la guerre a mis à cet effet à la disposition temporaire de l'Université ».

#### Lycée de Lille (1852-1964)

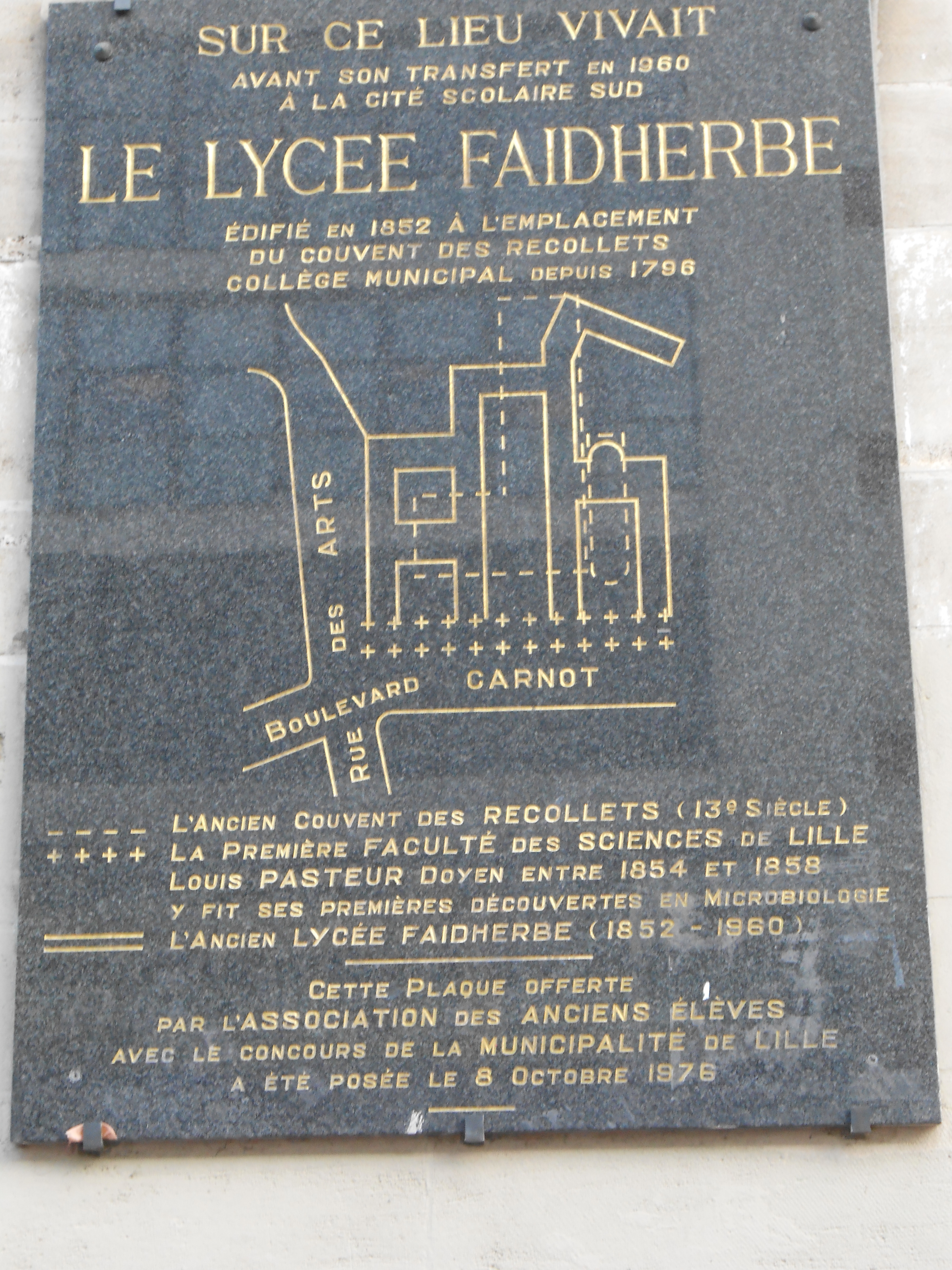
Lycée de Lille (1852-1964)

Par ordonnance du 11 juin 1845, le collège de Lille devient collège royal, avec un engagement municipal de construire des locaux appropriés pour établir un lycée, rue des Arts. Pendant les travaux rue des Arts, le collège est donc provisoirement déplacé place aux Bleuets, « dans un local qui a été jadis occupé successivement par le collège des Jésuites et le magasin des effets militaires ». Le collège devient lycée national en 1848. Le 17 septembre 1850 parait un décret qui « élève le lycée de Lille à la seconde classe », avec un engagement d'achèvement des travaux des nouveaux locaux du lycée étendu jusqu'au 1er septembre 1852. Le lycée, rue des Arts, est inauguré en 1852 sous la dénomination « lycée impérial » par le ministre Hippolyte Fortoul après un investissement municipal d'un million trois cent mille francs entre 1845 et 1852. « Inauguré le  15 novembre 1852, (il) est bâti selon les plans de l'architecte Charles-César Benvignat, à l'emplacement des terrains occupés par l'ancien couvent des Récollets dont les bâtiments avaient échappé aux destructions après la Révolution. D'une grande austérité, l'établissement donne sur l'ancienne rue des Fleurs, l'ancien canal des Sœurs-Noires (comblé, rue des Jardins) et la rue des Arts ».
En 1893, le lycée est renommé en l’honneur du général Louis Léon César Faidherbe, ancien élève du lycée.
Entre 1960 et 1964, le lycée Faidherbe déménage vers un nouveau site, dans la rue Armand-Carrel et abandonne la rue des Arts.

#### Collège Carnot (depuis 1964)
Depuis 1964, les locaux de la rue des Arts et du boulevard Carnot forment le collège Carnot.

### La faculté des sciences de Lille (1854-1894)

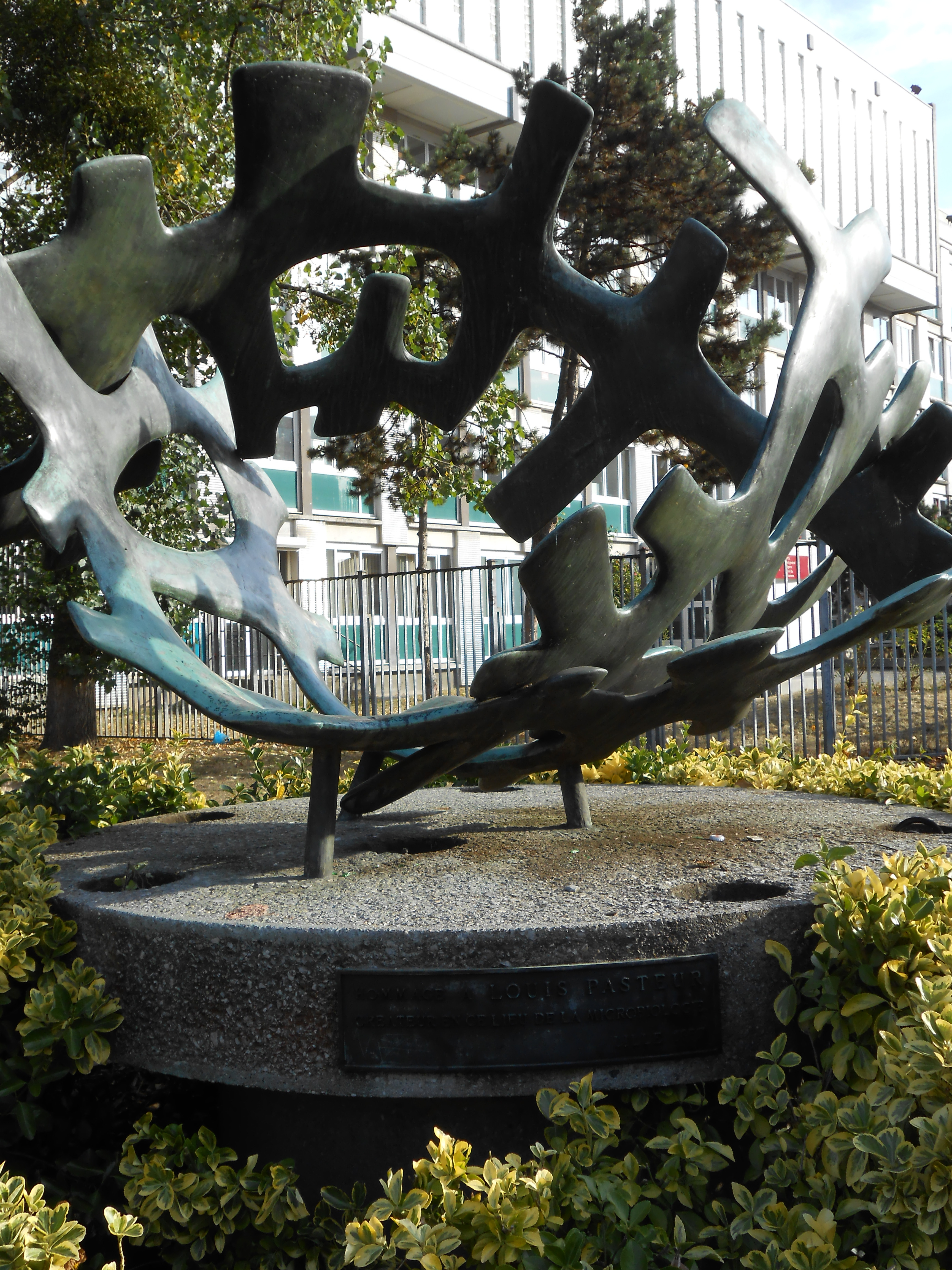
Rue des Arts, jardin du couvent des Récollets - sculpture à la mémoire de Louis Pasteur, doyen de la faculté des sciences de Lille, fondateur de la microbiologie à cet endroit

Les plans d'architecte du lycée établis par Charles Benvignat prévoient dès 1845 une aile adjacente pour les futures facultés des sciences, de médecine et pharmacie de Lille, associées à l'université de Douai-Lille.
C'est ainsi que Louis Pasteur s'installe en 1854 dans un angle des locaux du lycée impérial, entre la rue des Arts et la rue des fleurs (actuel boulevard Carnot), pour établir la faculté des sciences de Lille, cohabitant avec l'école préparatoire de médecine et de pharmacie de Lille, tandis que rue du Lombard est créée l'École des arts industriels et des mines (École centrale de Lille) pour les sciences appliquées. Un monument dans le jardin des récollets à l'angle entre la rue des Arts et le boulevard Carnot rend hommage à Louis Pasteur.
La faculté des sciences déménage entre 1892 et 1894 de la rue des Arts et de la rue des fleurs vers le quartier Saint Michel, autour de la rue Jeanne-d'Arc, de la rue Gauthier de Châtillon (actuelle rue Angellier) et la place Philippe Lebon.

### Musée des beaux-arts (1792-1848)
Les œuvres issues des saisies révolutionnaires forment la base des collections versées au musée des beaux-arts, fondé en 1792 dans la chapelle du couvent des Récollets, puis exposées dans une salle spéciale de l'ancien couvent à partir de 1808.
Les peintres Louis Joseph Watteau et François Watteau, connus comme les « Watteau de Lille » et professeurs aux écoles académiques de Lille, sont très impliqués dans les débuts du musée des beaux-arts. Louis Joseph Watteau réalise en mai 1795 le premier inventaire d'une sélection de tableaux (382 tableaux ou 585 tableaux) parmi ceux confisqués pendant la Révolution française, dont 46 sont affectés au musée par décret du 14 fructidor an IX. Une partie des tableaux est néanmoins restituée à leurs propriétaires antérieurs et « un second lot considérable fut vendu à vil prix en 1813, au profit du trésor municipal de telle sorte que les richesses artistiques du musée de Lille, enregistrées au premier catalogue imprimé du commencement du siècle, consistaient en tout et pour tout 77 tableaux, nombre qui en 1848, par suite de donations et d'achats, s'était élevé à 200 environ ».
Son fils, François Watteau, professeur de dessin à l'école centrale, en sera le conservateur adjoint de 1808 jusqu’en 1823.
À l'occasion de la rénovation des locaux de la rue des Arts à partir de 1845 pour construire le lycée impérial, le musée des beaux-arts est déménagé à l'hôtel de ville en 1848 (« il fallait des salles spacieuses pour les musées relégués dans l'ancienne église des Récollets qu'on allait jeter par terre pour construire le nouveau lycée national »), puis établi au palais des beaux-arts de Lille en 1892.

### Bibliothèque municipale
Les bibliothèques, issues des saisies révolutionnaires et stockées dans l'ancien couvent des Récollets sont d'abord affectées à l'école centrale, puis à la bibliothèque municipale de Lille, dont elle rejoignent le fonds ancien, issue de la bibliothèque publique de la Collégiale Saint-Pierre de Lille (« Au XVIIIe siècle, le chapitre de Saint Pierre fonda à Lille une bibliothèque publique (...) à l'époque de la Révolution, la bibliothèque de Saint Pierre devint la bibliothèque communale de Lille, et on l'accrut encore par l'adjonction de la plupart des ouvrages qui composaient les collections des abbayes de Cysoing, de Loos, de Marquette, de Phalempin et du couvent des frères prêcheurs de Lille. »). Entre 1848 et 1852, durant les travaux du lycée, « la bibliothèque de Lille est provisoirement logée dans les salles de l'hôtel de ville. Elle y attend pour occuper un local définitif que notre lycée puisse lui donner asile dans le vaste édifice que l'on construit en ce moment dans la rue des Arts ».

### Hôtels particuliers
Des hôtels particuliers font partie des monuments historiques de Lille
- Immeubles, 4, 6, 8, 10 rue des Arts : élévation, toiture (inscription en 1944)[54] ;
- Immeubles, 15, 17 rue des Arts : élévation, toiture (inscription en 1944)[55] ; « Maison des corporations, rang des esgards (esgards de teinture) »[56]
- Hôtel Ramery, 18 rue des Arts: élévation, toiture (inscription en 1985)[57] ;
- Hôtel particulier, 28 à 36 rue des Arts : élévation, toiture (inscription en 1985)[58].

### La Citadelle
Depuis 2015, la rue des Arts accueille également le local associatif de l'organisation d'extrême droite La Citadelle, au 8, en cour,,.

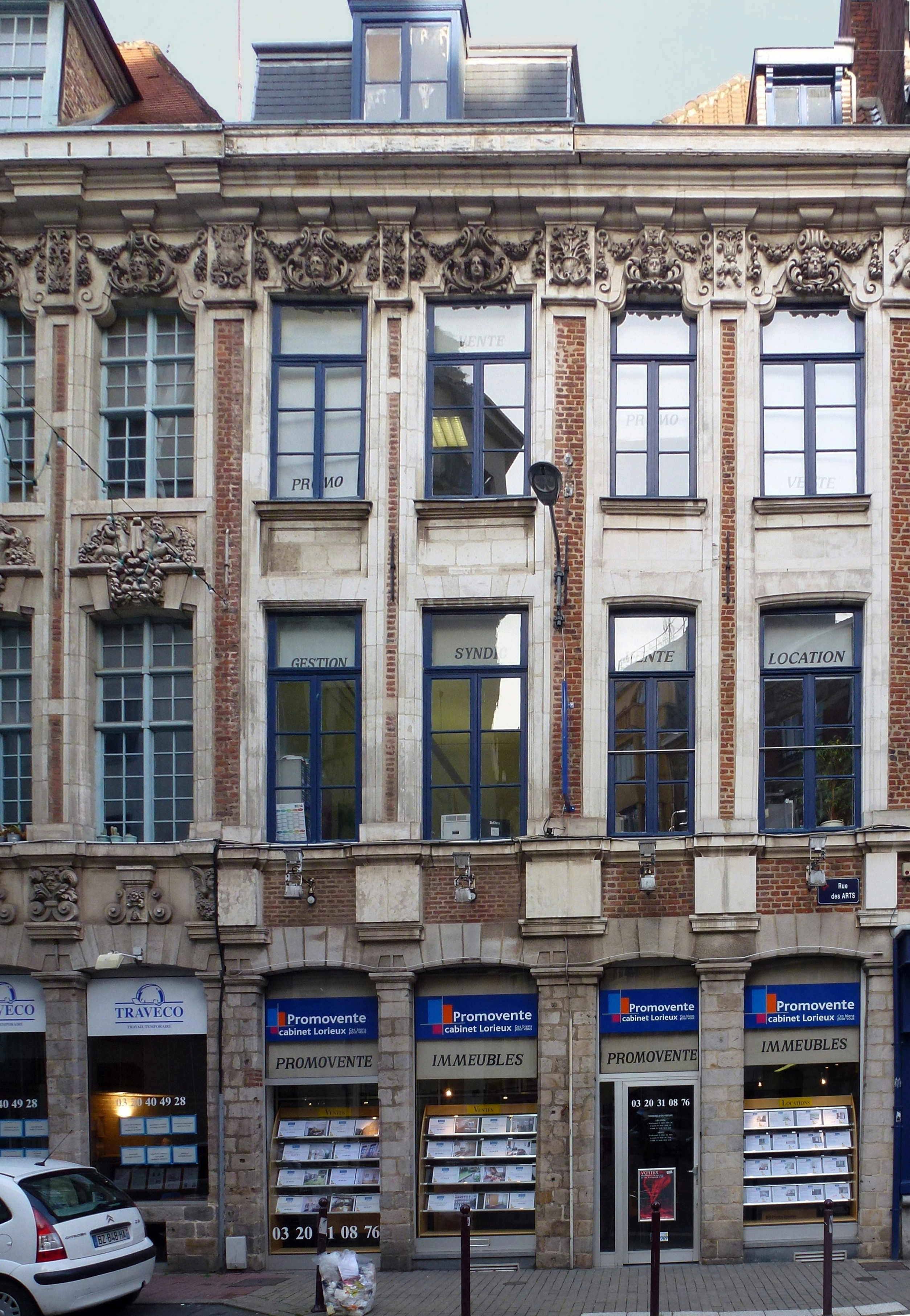
10 rue des Arts
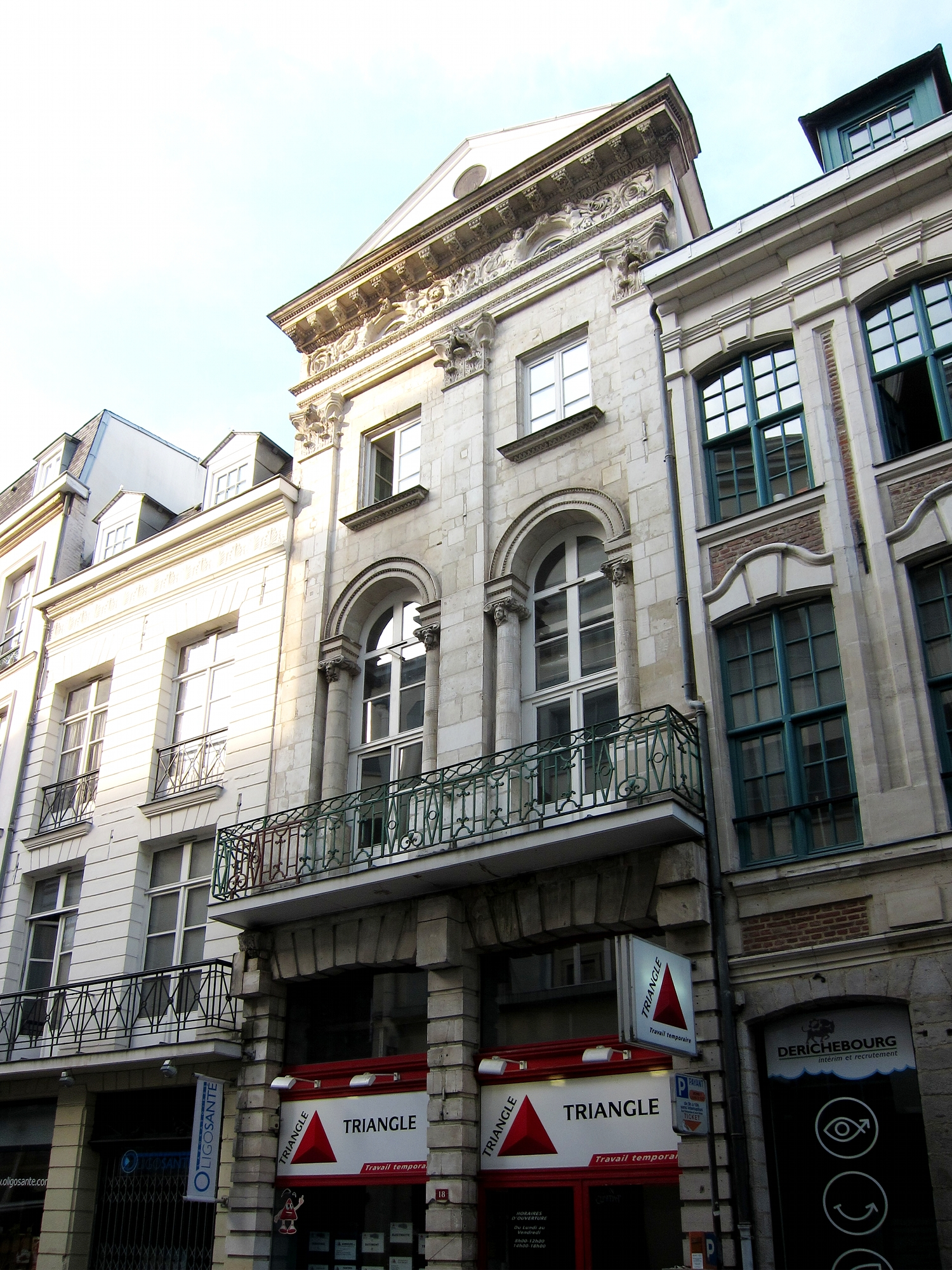
Hôtel Ramery, 18 rue des Arts
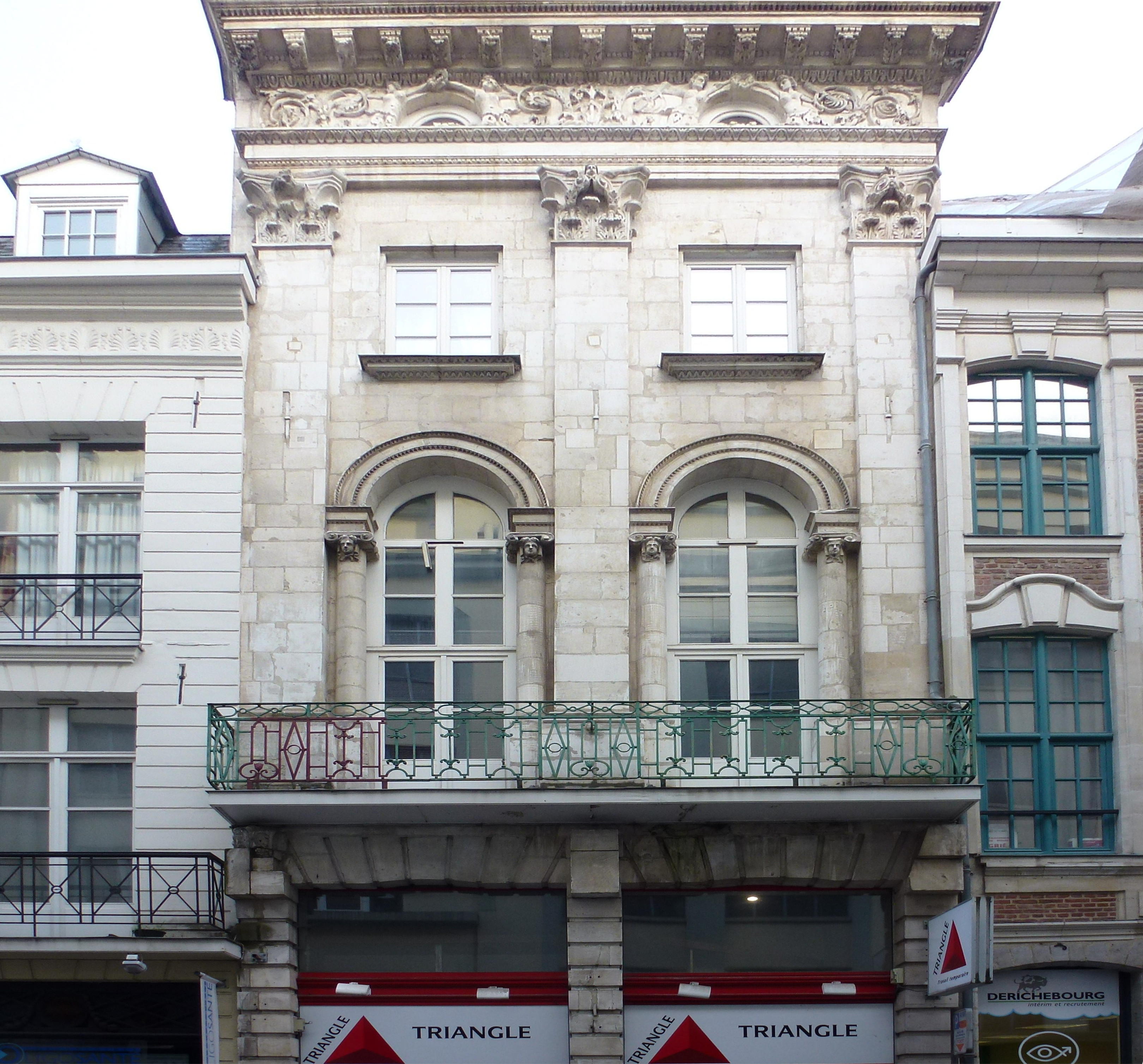
Balcon de l'Hôtel Ramery 18 rue des Arts
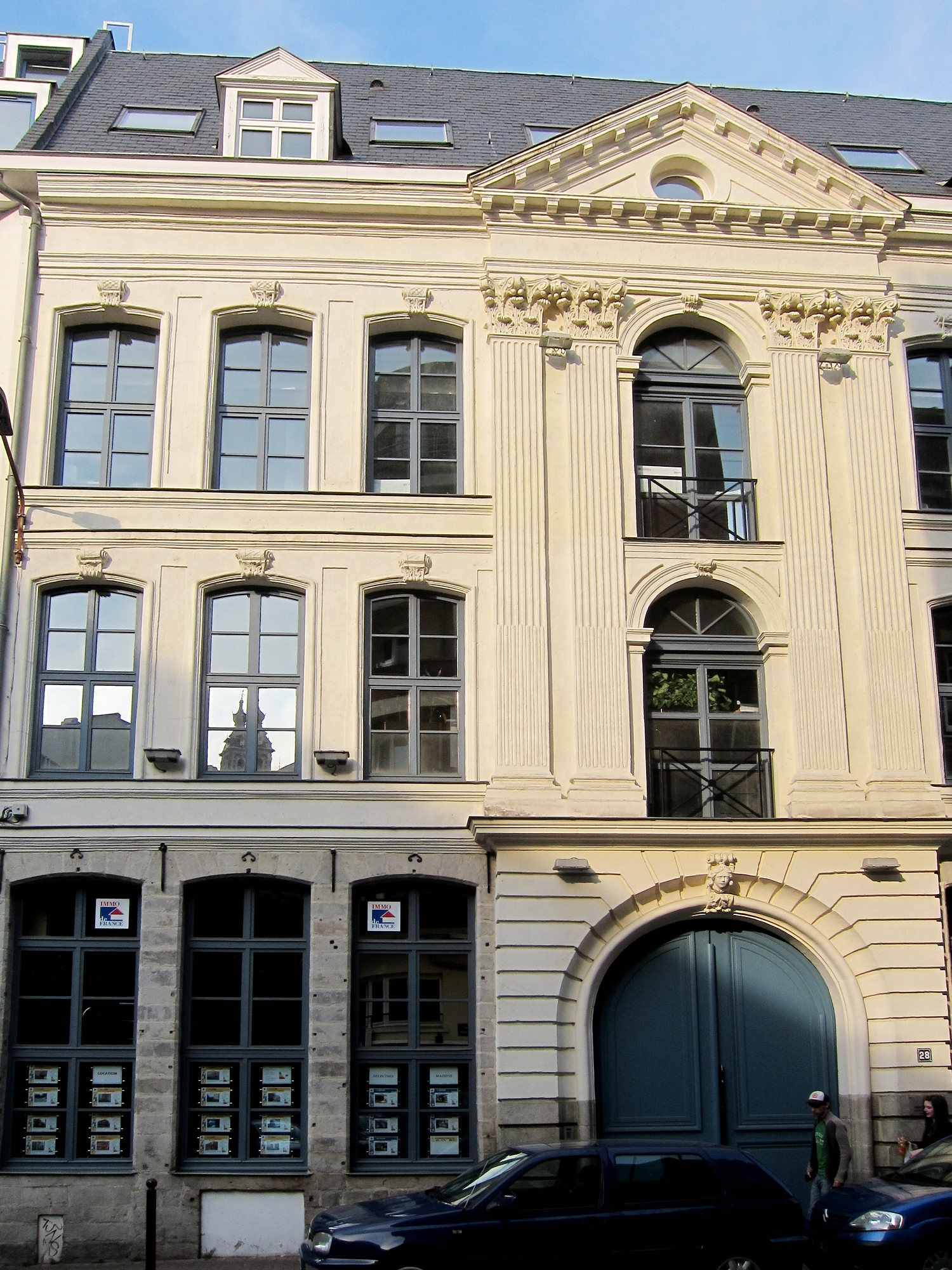
Hôtel, 28 rue des Arts
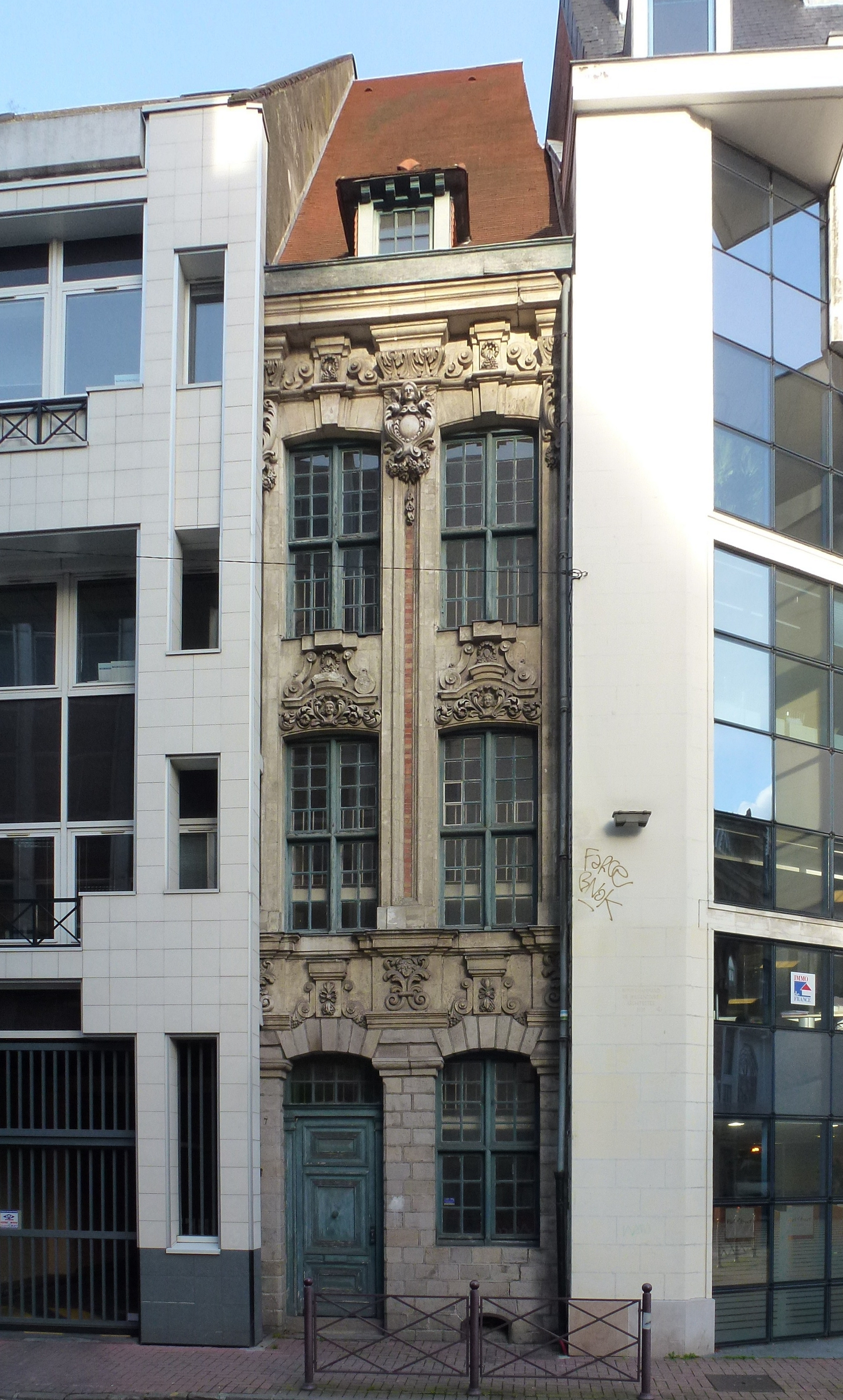
36, rue des Arts
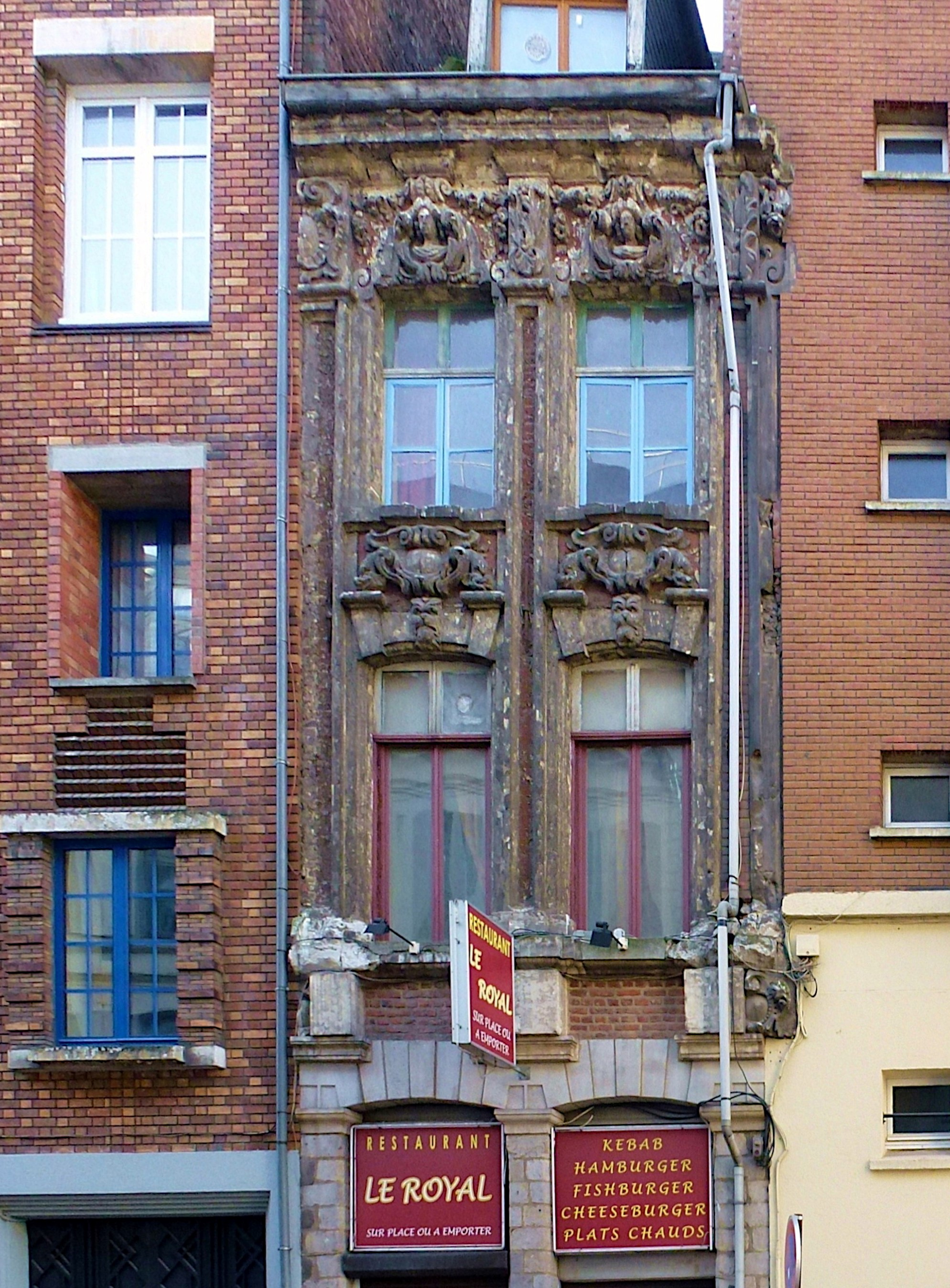
15 et 17 rue des Arts